# Camille Desmoulins
Camille Desmoulins (fonetikusan: [kamij demulɛ̃]) (Guise, Aisne, 1760. március 2. – Párizs, 1794. április 5.) ügyvéd, újságíró, a francia forradalom egyik kimagasló alakja volt.

## Élete
Jogi tanulmányai után ügyvéd lett. Már korán belebonyolódott a forradalmi eseményekbe, mivel rajongott a szabadság, egyenlőség, testvériség ideológiája iránt. 

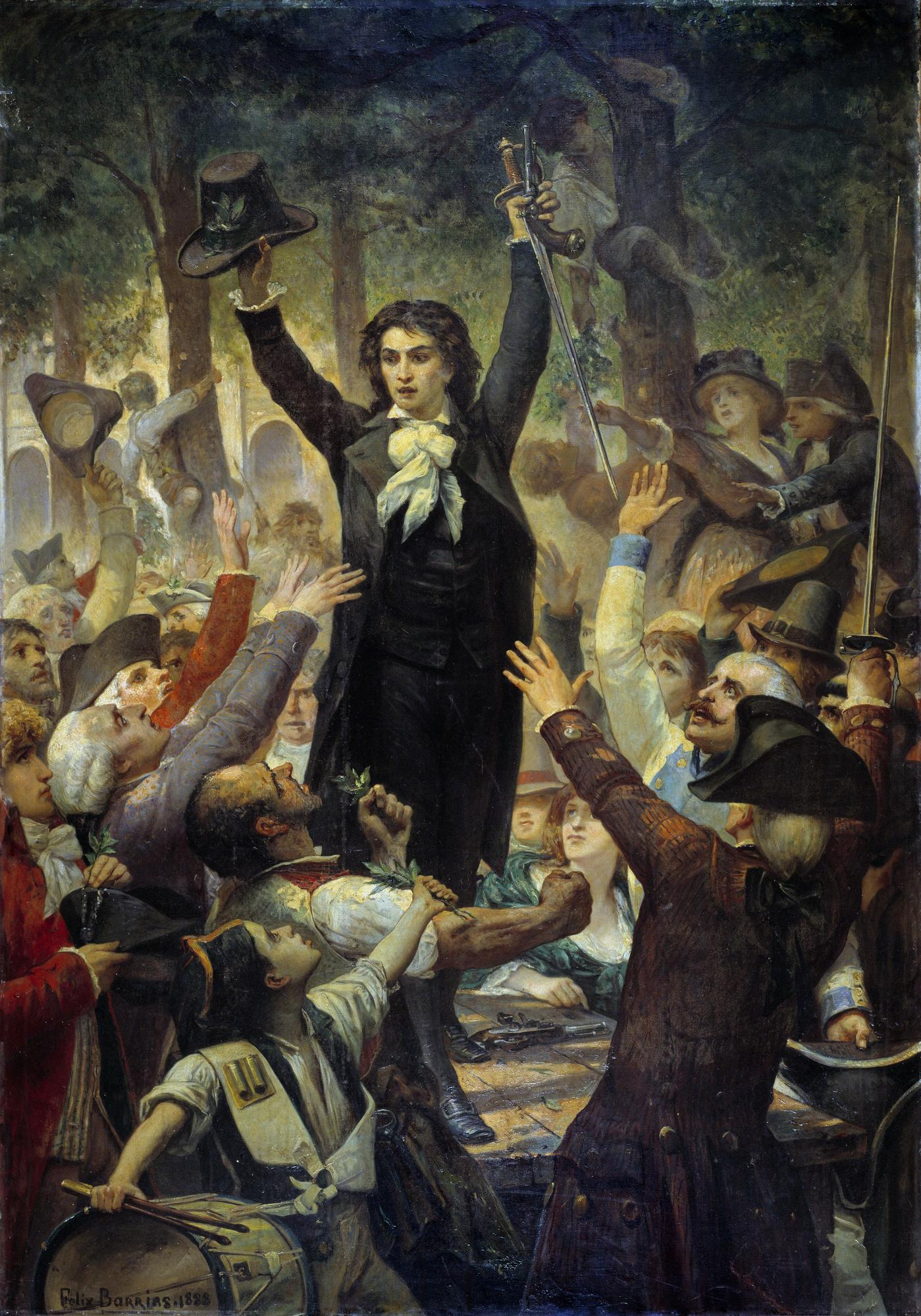
1789. július 12-én Desmoulins zöld falevelet tűzött a kalapjára „a Palais-Royalban, ahol Desmoulins halálra szónokolta a Bastille-t”

1789. július 12-én ő izgatta a népet, aminek egyik következményeként megostromolták a Bastille-t és kitört a forradalom. Desmoulins a Palais Royal kertjében egy zöld falevelet tűzvén a kalapjába adta meg a jelet a népnek a kokárdák viselésére, hogy felismerhessék egymást és fegyverbe szólította őket. Erre a felhívásra a zöld jelvényes felkelők szétáradtak Párizsban, hogy fegyvert keressenek maguknak.
Lapjában, a Révolutions de France et du Brabant-ban a rousseau-i szabadság és egyenlőség elveit hirdette. Jó barátja volt Georges Jacques Dantonnak és Maximilien de Robespierre-nek is. Harcostársa volt Marat-nak és Fréron-nak is, akivel Brissot és Danton mellett a Cordeliers klubot alapították.
XVI. Lajos király 1791. júniusi szökését követően 1791 júliusában egy aláírásgyűjtésbe fogtak a Jakobinus és Cordeliers klub tagjai Danton és Desmoulins vezetésével, és egy köztársaságpárti mozgalom bontakozott ki, melyet egy petíció formájában kívántak átadni a hatalomnak a Champ-de-Mars-on emelt oltáron. 1791. július 17-én a nemzetőrség fegyverrel verte szét a gyülekezést, miután azok meglincseltek két embert. Ez volt a Mars-mezei sortűz.
1792. augusztus 10-én és szeptemberben is nagy szerepe volt Danton mellett a monarchia megdöntésében és a nép lincselésre hangolásában.
1792 szeptemberében tagja lett a Konventnek mint a Hegypárt tagja és Párizs követe. A király perében annak kivégzésére szavazott. A Girondisták és a Hegypárt harcában nem volt olyan radikális, mint Robespierre és Marat, a megegyezésre is hajlott velük Dantonnal egyetemben és kivégzésükkel nem értett egyet. 1793 szeptemberétől mindinkább elfordult Robespierre-től, és a rémuralom kialakulásával lapjában, a Vieux cordelier-ben maró gúnnyal lépett fel ezek ellen a túlkapások ellen. Nem támogatta a hébertistákat sem, de ez sem mentette meg attól, hogy Dantonnal egyetemben 1794. március 31-e éjszakáján le ne tartóztassák és április 5-én ne végezzék ki. Desmoulins és Danton özvegyei nem sokkal később követték férjeiket a vérpadra.

## Emlékezete

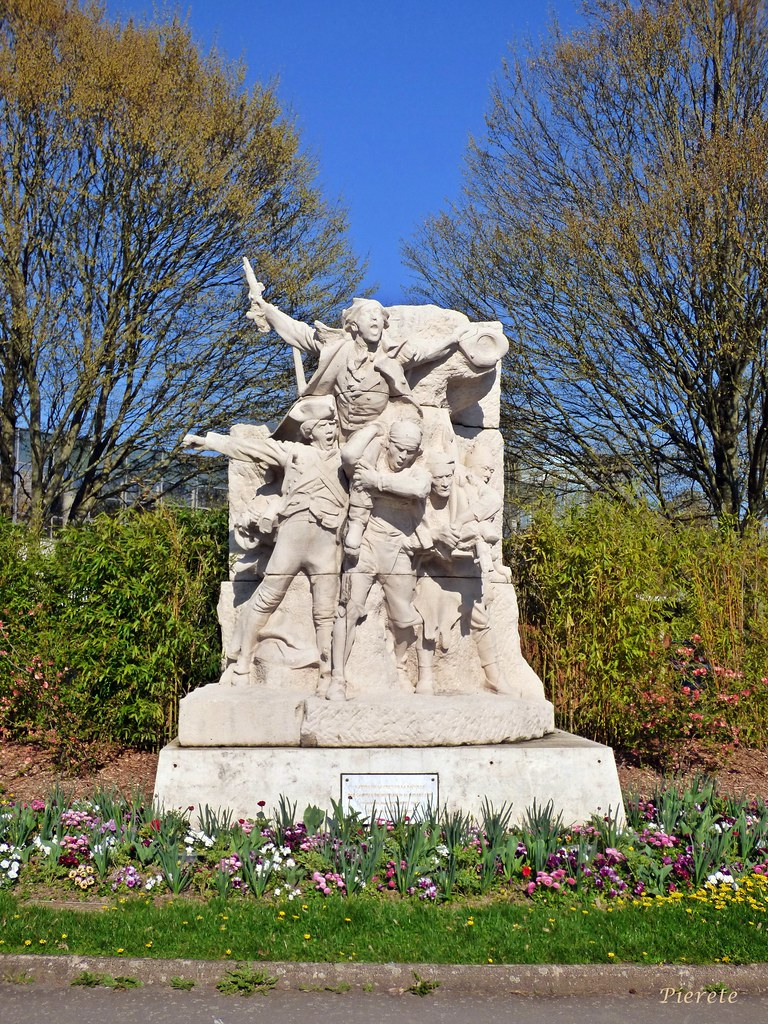
Jean Boucher: "L'appel à la prise de la Bastille par Camille Desmoulins", 1909

„Ebben az esztendőben sűrűen és nagy kedvvel fordul a francia tömegek emlékezése a felé a csodálatos, már-már legendás, néhai alak felé, kit Desmoulins Camille-nak hívnak, s ki egy hosszú-hosszú évszázad után most újra elővirít a história legvéresebb, legborzalmasabb, legszínesebb kertjéből, a nagy forradalomból. Virága volt ő ennek a kertnek. Úgy is nevezték: „virág, mely a Danton keblén virul.” Az volt csakugyan: virág. Pompás és mérges virág. Zseniális volt, állhatatlan, kegyetlen, gyáva, elragadó, léha, undok és kedves. A história alig mutathat még egy ilyen különös lényt. Harminckét esztendős élettel alig írta be még valaki úgy a nevét egy kor történetébe. ”

– Ady Endre: Egy forradalmár szobra

## Művei magyarul
- Levelek a francia forradalomból. Mirabeau, Camille Desmoulins, XVI. Lajos levelei; ford. Bródy Béla; Bécsi Magyar Kiadó, Bécs, 1921 (Barna könyvek)